# Вериговщина
Вери́говщина — деревня в Любанском городском поселении Тосненского района Ленинградской области.

## История
В переписи 1710 года в Ильинском Тигодском погосте упоминается деревня Вериговщина, числящаяся за помещиком Секириным.

ВЕРИГОВЩИНА — деревня Новинского сельского общества, прихода села Пельгоры.

Крестьянских дворов — 43. Строений — 207, в том числе жилых — 53.

Число жителей по семейным спискам 1879 г.: 104 м. п., 116 ж. п.; по приходским сведениям 1879 г.: 96 м. п., 113 ж. п.;
 
3 ветряные мельницы. (1884 год)

В конце XIX — начале XX века деревня административно относилась к Пельгорской волости 1-го стана 1-го земского участка Новгородского уезда Новгородской губернии.

ВЕРИГОВЩИНА — деревня Новинского сельского общества, дворов — 59, жилых домов — 59, число жителей: 156 м. п., 169 ж. п.

Занятия жителей — земледелие и отхожие промыслы. Часовня, хлебозапасный магазин. (1907 год)

В начале XX века близ деревни находился жальник.
Согласно военно-топографической карте Петроградской и Новгородской губерний издания 1917 года деревня Вериговщина состояла из 36 крестьянских дворов.
С 1917 по 1927 год деревня Вериговщина входила в состав Любанской волости Новгородского уезда Новгородской губернии.
В 1925 году население деревни составляло 263 человека.
С 1927 года в составе Пельгорского сельсовета Любанского района Ленинградской области.
С 1930 года в составе Тосненского района.
По данным 1933 года деревня Вериговщина находилась в составе Пельгорского сельсовета Тосненского района.

План деревни Вериговщина. 1937 год

Согласно топографической карте 1937 года деревня насчитывала 60 крестьянских дворов. В деревне находилась ветеринарная станция.
Деревня была освобождена от немецко-фашистских оккупантов 26 января 1944 года.
В 1965 году население деревни Вериговщина составляло 95 человек.
По данным 1966 и 1973 годов деревня Вериговщина также входила в состав Пельгорского сельсовета.
По данным 1990 года деревня Вериговщина находилась в составе Любанского сельсовета.
В 1997 году в деревне Вериговщина Любанской волости проживали 25 человек, в 2002 году — 29 человек (все русские).
В 2007 году в деревне Вериговщина Любанского ГП — 19 человек.

## География
Деревня расположена в восточной части района к северу от центра поселения — города Любань на автодороге 41А-004 (Павлово — Мга — Луга).
Расстояние до административного центра поселения — 13 км.
Расстояние до районного центра — 50 км.
Расстояние до ближайшей железнодорожной станции Любань — 12 км.
К востоку от деревни протекает река Чудля.

## Демография
| 2007 | 2010 | 2017 |
| ---- | ---- | ---- |
| 19   | ↗30  | →30  |

## Улицы
1-я Дачная, 2-й проезд, 3-я Дачная, Дачная, Дачная 2-я, Липовая, Продольная.